# Psamathe (satelit)
Psamathe /psa'ma.te/, cunoscut și sub numele de Neptun X, este un satelit retrograd neregulat al lui Neptun. Este numit după Psamathe, una dintre Nereide. Psamathe a fost descoperit de Scott S. Sheppard și David C. Jewitt în 2003 folosind telescopul Subaru de 8,2 metri. Înainte de anunțarea numelui său pe 3 februarie 2007 (IAUC 8802), era cunoscut sub denumirea provizorie S/2003 N 1. 
Psamathe are aproximativ 38 de kilometri în diametru. Orbitează în jurul lui Neptun la o distanță cuprinsă între 25,7 și 67,7 milioane km (pentru comparație, distanța Soare-Mercur variază între 46 milioane și 69,8 milioane km) și are nevoie de aproape 25 de ani Pământești pentru a face o orbită. Orbita acestui satelit este aproape de separarea stabilă teoretică de Neptun pentru un corp aflat pe o orbită retrogradă. Având în vedere similitudinea parametrilor orbitali ai lui Psamathe cu Neso (S/2002 N 4), s-a sugerat că ambii sateliți neregulați ar putea avea o origine comună în destrămarea unui satelit mai mare. Ambii sunt mai departe de primară decât orice alt satelit cunoscut din Sistemul Solar. 